# Deepdale
Deepdale Stadium est un stade de football localisé à Preston. C'est l'enceinte du club de Preston North End.
Tandis que de nombreuses équipes se sont déplacées d'un endroit à un autre dans leur histoire à court ou long terme, Preston North End est resté fidèle au terrain en PR1, devenant leur maison depuis le 21 janvier 1875, lorsque les membres du club ont loué la parcelle de terrain.
Le 5 octobre 1878, Preston North End y jouait son premier match sous les règles de l'association contre Eagley et a été perdu 1-0.
Le stade a accueilli son premier match de la ligue le 8 septembre 1888, lorsque les rivaux locaux Burnley ont été battus 5-2. Il avait auparavant tenu de nombreux matches de rugby et de nombreuses rencontres locales avant la formation de la Ligue de football.
Le record d'affluence est de 42 684 spectateurs le 23 avril 1938 pour un match de championnat Preston North End-Arsenal.
Le terrain fut équipé d'un système d'éclairage pour les matchs en nocturne en octobre 1953.